# جان بيرا
جان بيرا (بالفرنسية: Jean Behra) مواليد 16 فبراير 1921 في نيس، كان سائق فورملا 1 فرنسي سابق كان قد بدأ مسيرته الاحترافية سنة 1952. كان أول سباق له هو جائزة سويسرا الكبرى 1952. خاض خلال مسيرته 53 سباقاً.

## سباقات شارك فيها
- لو مان 24 ساعة
- بطولة العالم للسيارات الرياضية

## روابط خارجية
- جان بيرا على موقع Racing-Reference.info (الإنجليزية)
- جان بيرا على موقع DriverDB.com (الإنجليزية)
- جان بيرا على موقع eWRC-results.com (الإنجليزية)